# Bulgaarse parlementsverkiezingen 2013
De verkiezingen voor de 42ste zittingsperiode van het Bulgaarse parlement, de Nationale Vergadering, werden op 12 mei 2013 gehouden. Het kabinet-Borisov stapte in februari 2013 voortijdig op naar aanleiding van grootschalige protesten in Bulgarije tegen onder meer corruptie en hoge elektriciteitsprijzen. Er stonden reeds verkiezingen gepland in juli 2013, maar deze werden met twee maanden vervroegd.
Bojko Borisov nam als lijsttrekker van zijn partij Burgers voor Europese Ontwikkeling van Bulgarije (GERB) ook deel aan deze verkiezingen. De GERB werd met 30,54% van de stemmen wederom de grootste partij, maar ze haalde niet genoeg stemmen voor een meerderheid in de Nationale Vergadering en ze slaagde er evenmin in om een coalitie te vormen. Plamen Oresjarski van de Bulgaarse Socialistische Partij (BSP) kreeg daarom van president Rosen Plevneliev de opdracht om een nieuwe regering te vormen. Hij vormde een minderheidskabinet met de Beweging voor Rechten en Vrijheden (DPS). Deze coalitie krijgt in de Nationale Vergadering gedoogsteun van de Ataka-partij.

## Resultaten
In onderstaand overzicht zijn alleen de partijen opgenomen die de kiesdrempel hebben gehaald.
| Partij                                                  | Lijsttrekker     | Aantal stemmen | Percentage | Aantal zetels |
| ------------------------------------------------------- | ---------------- | -------------- | ---------- | ------------- |
| Burgers voor Europese Ontwikkeling van Bulgarije (GERB) | Bojko Borisov    | 1.081.605      | 30,54%     | 97            |
| Bulgaarse Socialistische Partij (BSP)                   | Sergej Stanisjev | 942.541        | 26,61%     | 84            |
| Beweging voor Rechten en Vrijheden (DPS)                | Ljoetvi Mestan   | 400.466        | 11,31%     | 36            |
| Ataka                                                   | Volen Siderov    | 258.481        | 7,3%       | 23            |
| Totaal:                                                 | Totaal:          | Totaal:        | 75,76%     | 240           |